# Trachelas chubbi
Trachelas chubbi är en spindelart som beskrevs av Roger de Lessert 1921. Trachelas chubbi ingår i släktet Trachelas och familjen flinkspindlar. Inga underarter finns listade i Catalogue of Life.